# Парк камней

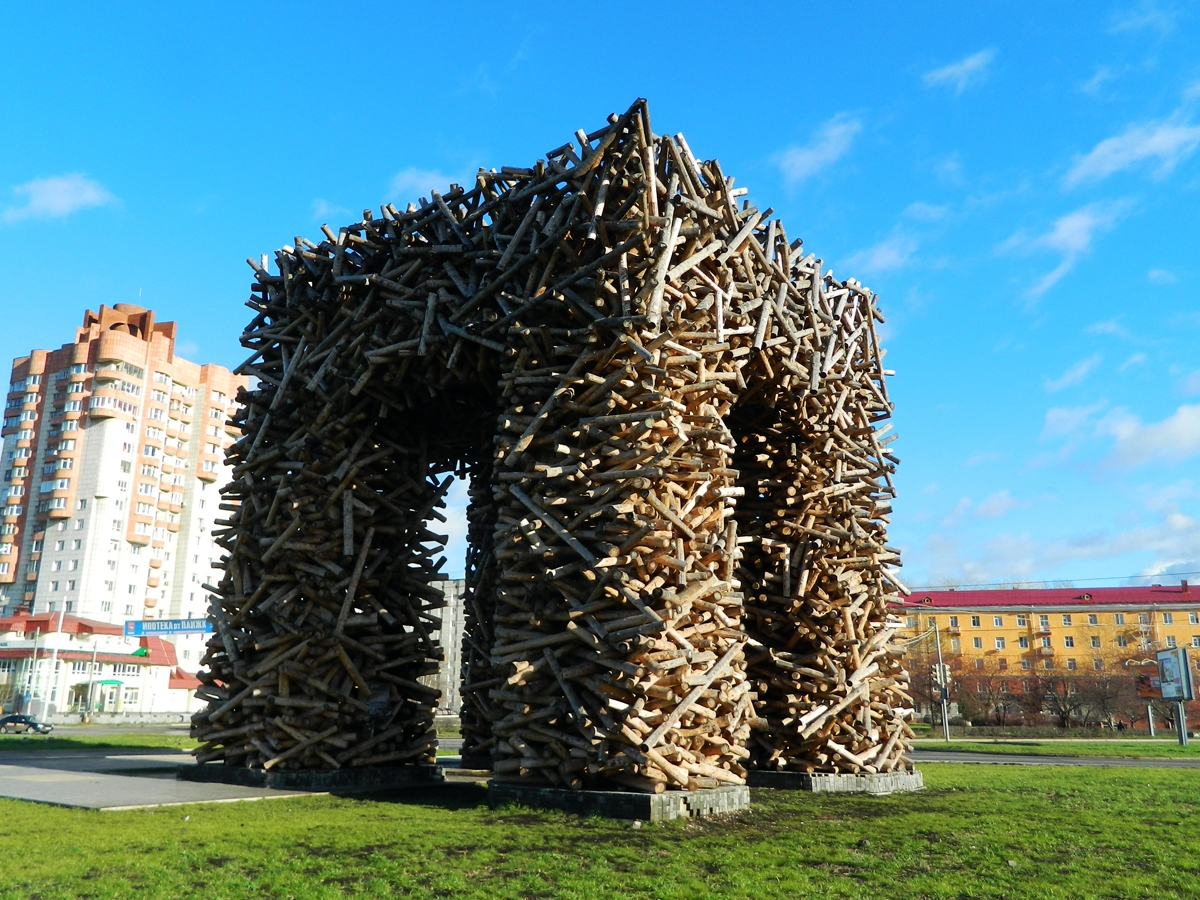
«Пермские ворота»

Сад имени 250-летия Перми (Парк камней, Сад камней) — сквер в Перми. Находится в Дзержинском районе города перед железнодорожным вокзалом станции Пермь-II между двух направлений железной дороги и площадью Гайдара. Неофициальное название «Парк камней» сквер получил из-за собрания образцов горных пород, встречающихся на территории Западного Урала.

## История
История парка началась 14 декабря 1973 года. Своим рождением парк обязан решению Городского исполнительного комитета № 687, а проектировали его работники Института Уралгипролесдревпрома: по одним данным — Тюрина, по другим — Д. Н. Коневских и Н. П. Суменков.
Парк украшала высокая трёхгранная стела с тремя рельефами работы К. М. Собакина, но основными экспонатами парка стали 59 камней — образцы горных пород, встречающихся на территории Пермского края. К каждому экспонату была прикреплена информационная табличка. Парк официально считается филиалом музея «Пермской системы» Пермского государственного университета, и одно время в путеводителях по городу парк назывался музеем уральских недр под открытым небом.
С течением времени информационные таблички были утеряны, также парк лишился значительной доли экспонатов: из 59 камней осталось около 20. Вместо них в парке появились арт-объекты: «Пермские ворота» (снесён в 2024 году) и скарабей, выполненный из автомобильных покрышек.
Также в парке есть два фонтана.